# Slaktarhusbron

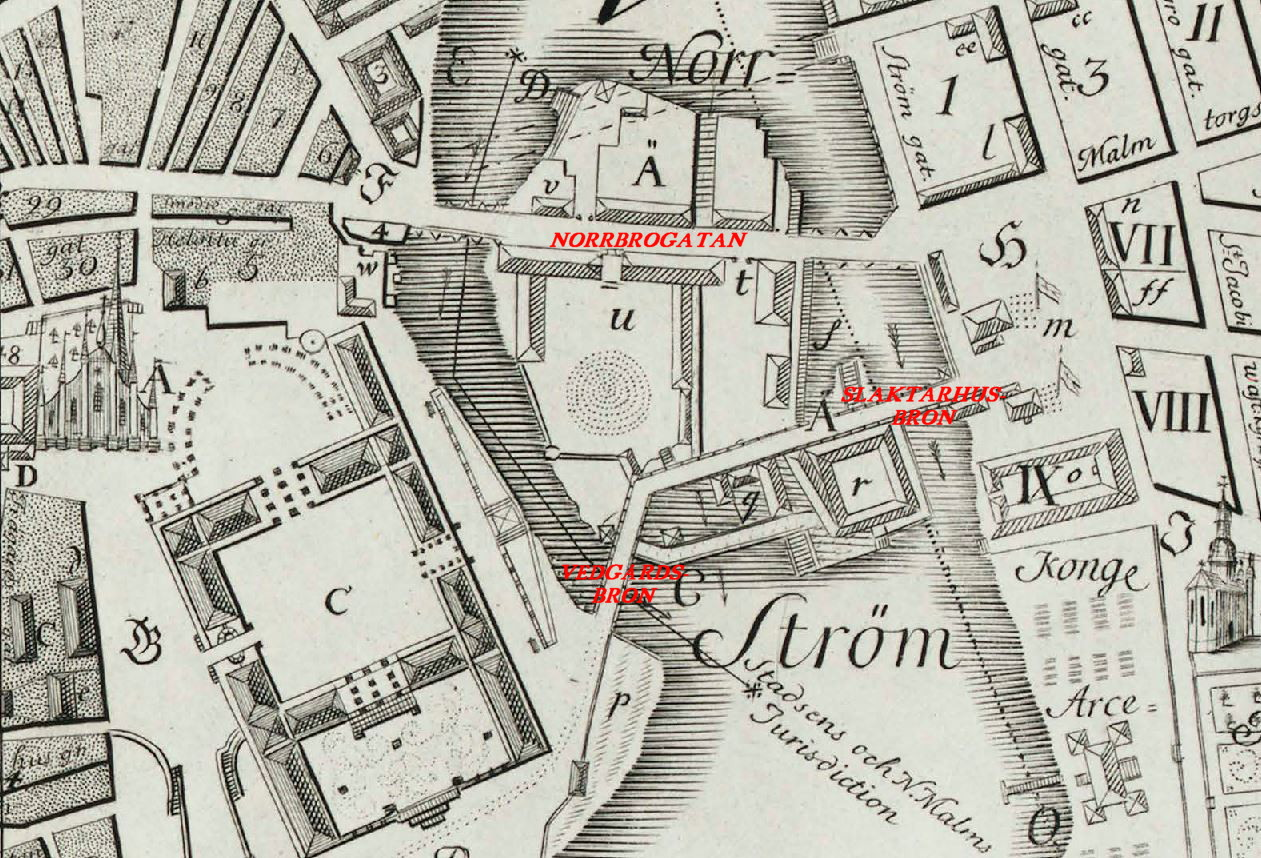
Helgeandsholmens broar på Tillaeus karta från 1733 (norr är till höger)

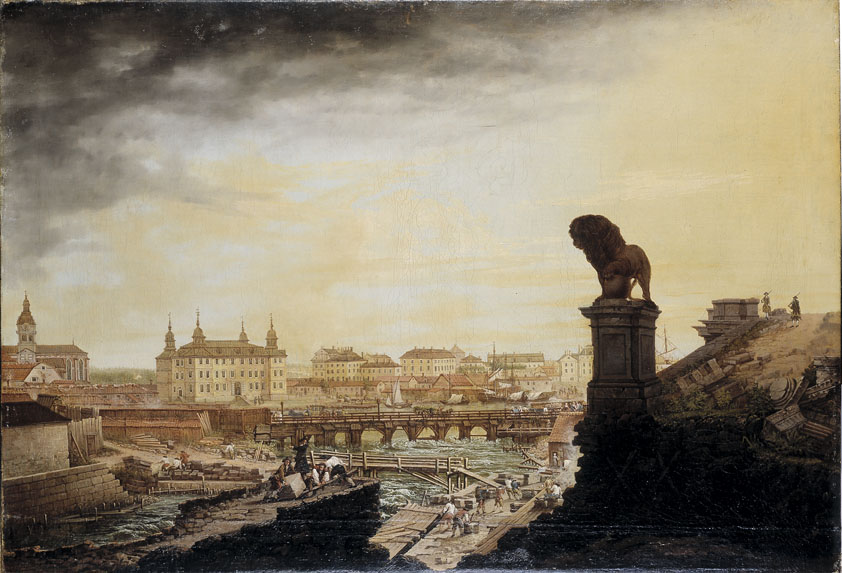
Sevenboms utsikt över Slaktarhusbron.

Slaktarhusbron var en bro som sträckte sig mellan Gustaf Adolfs torg och Helgeandsholmen i Stockholm. Slaktarhusbron var föregångaren till nuvarande Norrbros norra del och revs på 1790-talet.

## Historik
Från Helgeandsholmen sträckte sig på 1600-talet flera broar till Norrmalm respektive Stadsholmen. Huvudbron var Norrbrogatan (senare kallad Gamla Norrbro) som gick i en rak linje mellan västra delen av Gustaf Adolfs torg, förbi kungliga stallet (u på Tillaeus karta) och sedan över till dagens Mynttorget. Om Norrbrogatans gamla sträckning och den ursprungliga bebyggelsens riktning minner idag den diagonala gångvägen över Riksplan framför Riksdagshuset.
En annan bro gick mellan östra sidan av Helgeandsholmen och Stockholms slotts nordöstra hörn. Bron kallades Vedgårdsbron eftersom den kungliga vedgården låg där (p på Tillaeus karta). Idag möter Strömbron här Gamla stan och Skeppsbron.
Under senare delen av 1600-talet ökade folkmängden i Stockholm kraftig och ny bebyggelse växte upp, särskilt på Norrmalm. Det fanns behov av ytterligare en bro som anlades 1686 över Norrström. Bron kallades Slaktarhusbron efter stadens Norra Slakthus beläget på dagens Strömparterren (r på Tillaeus karta). Denna bro var, som alla andra, byggda i trä och hade ungefär samma läge som norra delen av Norrbro. 
Vedgårdsbron och Slaktarhusbron revs i samband med att Norrbro färdigställdes 1797 respektive 1806. Slaktarhusbron syns på en målning utförd 1767 av Johan Sevenbom. På hans illustration framgår ytterligare en bro nedanför Lejonbacken med sträckning rakt norrut. Troligen var det en tillfällig bro som fanns i samband med byggarbetena för Norrbro.